# René Borjas
Pour les articles homonymes, voir Borjas (homonymie).
René Borjas, surnommé Tito, né le 23 décembre 1897 à Minas et mort le 19 décembre 1931 à Montevideo, est un footballeur uruguayen des années 1920 évoluant au poste d'attaquant. Il est médaillé d'or aux Jeux olympiques d'été de 1928 avec l'équipe d'Uruguay.

## Biographie

### Carrière en club
René Borjas commence le football dans le club d'Uruguay Onward, promu dans l'élite en 1920. En 1923, il signe à l'Atlético Wanderers, club affilié à la Federación Uruguaya de Football (es), organisation dissidente de l'AUF qui crée son propre championnat. Borjas et l'Atlético remportent cette édition en arrachant le titre aux dépens de Peñarol lors de la dernière journée à l'Estadio Pocitos devant plus de vingt mille personnes,. Borjas marque le but du 2–1, offrant le titre à l'Atlético. Cette victoire leur permet de se mesurer à San Lorenzo de Almagro, club argentin vainqueur du championnat de l'Asociación Amateurs de Football (es), elle aussi dissidente, en Copa Campeonato del Río de la Plata (es).
En 1925, Borjas participe à la tournée européenne du Nacional, où, avec 17 buts inscrits en 12 matchs disputés, il est le troisième meilleur buteur du groupe uruguayen derrière Scarone et Castro,.
Après la réunification des instances dirigeantes du football uruguayen, Borjas retourne aux Wanderers qui se classent en deuxième position du championnat derrière Penarol.
En décembre 1931, les Wanderers sont à la lutte pour le dernier titre de champion d'Uruguay amateur, avant l'avènement du professionnalisme. Cependant, victime de douleurs à la poitrine, Borjas est mis au repos par son docteur dès le mois d'août 1931,. Le 19 décembre 1931, les Wanderers se déplacent à l'Estadio Luis Franzini (en), antre du Defensor, pour ravir le titre au Nacional lors de l'ultime journée. Sous interdiction médicale et contraint au repos à domicile, Borjas échappe à la vigilance de sa famille deux heures avant le match et part soutenir ses coéquipiers en tribune. En première mi-temps, les Wanderers dominent et Roberto Figueroa frappe sur la barre transversale. À la mi-temps et alors que le score est nul et vierge, Borjas se sent mal et quitte le stade avec l'intention de rentrer chez lui. Aux abords du stade, il est victime d'un arrêt cardiaque puis est emmené à l'hôpital où il est déclaré mort. Les joueurs des Wanderers apprennent le décès de leur capitaine dans le vestiaire et, dans l'impossibilité d'arrêter le match, parviennent à marquer le but du titre dans les dernières minutes de la rencontre. Un an après sa mort, la capitale uruguayenne rend hommage à Borjas en érigeant une plaque à sa mémoire dans les tribunes du stade.

### Carrière internationale
Après trois matchs joués et un but marqué avec l'équipe d'Uruguay dissidente en 1923, René Borjas fait ses débuts avec la Celeste le 8 décembre 1923 contre l'Argentine dans le cadre de la Copa Ministro de Relaciones Exteriores et marque le deuxième but uruguayen d'une victoire 3–2 à Avellaneda.
Après une tournée européenne réussie avec le Nacional, Borjas est convoqué pour le championnat d'Amérique du Sud de 1926 à Santiago, où en ouvrant le score face aux hôtes chiliens puis face à l'Argentine, il œuvre au sixième titre uruguayen dans la compétition. En 1927, il ne dispute qu'un match de la Copa Newton et n'est pas retenu pour le championnat d'Amérique du Sud.
En 1928, un sondage paru dans le magazine Mundo Uruguayo propose au public uruguayen de se prononcer sur l'avant-centre qu'il préfère voir jouer aux Jeux olympiques de 1928. Avec 52 134 voix, contre 47 037 pour Cea et 46 931 pour Petrone, Tito Borjas recueille les faveurs des supporteurs charrúas. Il retrouve donc la sélection à Amsterdam pour la défense du titre olympique de Paris,. Il prend part au premier match, contre les hôtes néerlandais, et à la finale rejouée contre l'Argentine, son ultime match officiel avec la Celeste. Au cours de ce dernier match, celui du titre olympique, il offre deux passes décisives à Roberto Figueroa et à Héctor Scarone. Le dernier but, celui du 2–1, est l'un des plus célèbres de l'histoire du football uruguayen : à la réception d'un centre de Figueroa, Borjas domine le défenseur Fernando Paternoster dans les airs ; alors qu'il est bien placé face au but argentin, Tito Borjas remet de la tête le ballon en retrait en criant « Tuya, Héctor » en français : « Pour toi, Héctor ! », Scarone reprend de volée et trompe Ángel Bossio.